# 山本進悟
山本 進悟（やまもと しんご、1974年7月29日 - ）は、日本のトレーニングジム経営者、TBS『SASUKE』のSASUKEオールスターズの1人、YouTuber。『SASUKE』1999春・2001春ファイナリスト。SASUKE唯一の皆勤賞

## 来歴
小学校時代から身体能力が高く、中学校では陸上部に入部するつもりが、陸上部が無かったため、バスケ部に入部。中学3年時に板橋区の陸上大会に素人チームで出場し、幅跳びで優勝。都大会では3位入賞の功績から、保善高等学校に推薦で進学し、陸上部に所属。種目は幅跳びと短距離で活躍し、幅跳びでは関東大会で4位の成績を残している。現役時代は、一時期オリンピックの強化選手を目論んでいたが、プロの世界でお金を稼げるか不安に感じ、色々考えた末に自動車整備士の専門学校に通うことを決意した。
専門学校では日夜自動車にのめり込む傍ら、ガソリンスタンドでのアルバイトを始め、ただの接客では給油に本店を選んでもらえない環境への変化を鑑み、資格と技術を活かしてお客さんの信頼を得ることを考えて働いていた。
『SASUKE』の第1回大会出場は、TBSからの突然の電話から始まり、その電話を山本は、テレビ局を装ったイタズラ電話と勘違いし切ってしまったが、もう1度電話がかかり、当時『筋肉番付』のADを担当していた中学校時代の友人の推薦により出場が決まった。当初は1回きりだと思っていたが、翌年に第2回大会の参加の誘いがあったことで再び出場を果たし、以降もレギュラー的存在として出続けることに。
回を重ねる毎にガソリンスタンドでの仕事で出世をしていき、1999年の第4回大会には店員に、2000年の第6回大会には所長に、2004年の第13回大会にはエリアマネージャーに、2011年の第26回大会には課長にまで昇進。2006年5月には自ら「SASUKE御殿」と呼ぶマイホームを購入した。
2012年10月末にガソリンスタンドを退職し、2013年5月に自動車整備士に再就職。整備工場の代表に加え、ガソリンスタンド4店舗の統括マネージャーを兼務していた。
2015年5月に自動車整備工場を退職し、現在は世田谷区で、最新の機材を揃えたトレーニングジム「bariante からだ改良研究所」の代表を務め、現在はタイにも店舗を構えている。また、2020年5月からは配送業の仕事を始めた。
2022年、『SASUKE2022』第40回記念大会で、史上最年長1st STAGEクリア（48歳）記録を樹立した。
2024年8月21日放送の『SASUKEワールドカップ2024』で、JAPAN Legendのメンバーに選出された。

## 人物
陸上現役時代の垂直跳びは97cm。
1997年の第1回大会から『SASUKE』に出場し続け、2024年の第42回大会まで唯一の「SASUKE皆勤賞」として出場を続けているSASUKEオールスターズの1人。
仕事と『SASUKE』を両立する姿を実況の古舘伊知郎からは「油まみれの出世物語」「汗まみれの出世街道」「板橋中台インターの不死鳥伝説」「城北地域のカリスマ」などと呼ばれていた。
出世を重ねる毎に充分なトレーニングが出来ず、仕事の終わる深夜から行っていた。このスタイルについては、本人曰く「仕事がまず1番で、そういうのが全部できて初めてSASUKEです。趣味を上に持っていくことだけは絶対にしませんでした」「結果を出さなければいけない仕事で、勤めていればOKではありませんでした。SASUKEの山本ではなく、スタンドの山本として売り込んでいました」と述べており、実際に当時担当していたスタンドの店舗では、オイルの売り上げが日本一であった。
20代の頃からヘルニアと左肩の脱臼癖に悩まされ、FINAL STAGEに進出した過去2大会では3rd STAGEクリア後から「痛みとの闘いでした」と語っている。
また、競技中の負傷もあり、第7回大会のFINAL STAGEと第23回大会の3rd STAGEでは、エリアに挑んだ直後に脱臼し、敢え無くリタイアとなるなど、ベストコンディションではない中での挑戦が続く。しかし「SASUKEは人生最良の趣味」として楽しみながら挑戦を続けており、インタビューなどでは明るい面を見せることが多い。
史上初の2つの形態のファイナルステージを経験。第6期を除いた全てで1st STAGEを突破している唯一の選手である。
第29・30回では2大会連続で2ndのバックストリームでリタイアし、本人もバックストリームに苦手意識を持っているが水泳自体は常連選手の中ではトップクラスである。また、第40回で2ndに進出した際にはバックストリームをクリアしている。
オールスターズとしては珍しく、新世代のメンバーとも交流が深い。特に漆原裕治や日置将士とは仲が良く、漆原のYouTubeにも度々出演している。また趣味のゴルフを通じて、佐藤弘道や池谷直樹ら芸能界の『SASUKE』実力者とも交流があり、実際に池谷のYouTubeチャンネルでアップロードされたゴルフ対決の動画に出演している。

## エピソード
一般人でありながら『SASUKE』で活躍していた当時、レンタルビデオ店のアダルトなビデオコーナーに入ったところ、偶然店の中にいた子どもがビデオコーナーに入ってしまい、「『SASUKE』頑張ってください」と声をかけられたため、以後その店には行けなくなったという。
『SASUKE』に出始めた頃、高橋克典に似ていると言われたことが多く、実際に高橋本人にも「山本さん『SASUKE』頑張ってるよね。スゴく似てるね俺と」と言われたことがあるという。

## SASUKEでの戦歴

### 第1期（第1回大会-第4回大会）
第1回はゼッケン7番で出場（当時23歳）。1stの滝下りを初めて立ち幅跳びで突破し、直後のそそり立つ壁も楽々上りきり、実況を担当した戸崎貴広から「ガソリンスタンド勤務、普段何やってるんだ！」と叫ばれた。1stを29.0秒残しで突破し、史上2人目の1stクリア者となる。2ndでは5連ハンマーで橋を渡りきった直後にバランスを崩し、コースアウトでリタイア。
第2回は2ndのウォールリフティングを両手で胸の辺りまで持ち上げた後、両足を前方に突き出して、倒れこみながら壁を支えてクリアする特異な方法で突破した。3rdの最初の挑戦者となり、新エリア・パイプスライダーに史上初の挑戦者となったが、2本目の途中で力尽き落下（ゼッケン20）。
第3回はガソリンスタンドの衣装で出場。1stを18.8秒残しの最速タイムでクリア。2ndでは13.6秒残しで、史上初の1st、2nd同時最速タイムを達成。3rdでは前回屈したパイプスライダーをクリアし初のFINAL進出。ファイナリスト5人中2位となる残り約3m地点まで迫るもリタイア。（ゼッケン13）。今大会以降、ガソリンスタンドの衣装での出場が定着し始めた。
第4回はゼッケン98番と昇格して出場。今大会は胸の部分のみデザインのある白Tシャツでの出場。1stの揺れる橋でバランスを崩し、初の1stリタイアを喫した。このリタイア以降、山本の秋のジンクスの始まりとされる。

### 第2期（第5回大会-第17回大会）
秋山和彦の完全制覇によりリニューアルされた第5回は、前回と同じゼッケン98番で出場。1stで97人終了時点のクリア者が竹田敏浩のみという状況下で挑戦。新エリア・そり立つ壁を2度目の挑戦で突破し、3.1秒残しの最速タイムでクリアしたが、競技後に脱臼癖のある左肩を痛め、2nd以降は肩にテーピングをした状態での挑戦を強いられた。2ndでは、ウォールリフティング突入時点で残り7秒まで追い詰められるも、3枚の壁を驚異的な速さでくぐり抜け、残り0.3秒で滑り込みクリア。ただ1人の挑戦となった3rdでは、新エリアのボディプロップ、段差クリフハンガーをクリアし、最終エリア・パイプスライダーに到達。しかし終点で限界を迎え、ゴールへの飛び移りで距離が足りずに落下。大会終了後、かねてから交際していた現在の妻と入籍した。また、今大会は長谷川サービスステーションの当時の所長である大野寿治も出場していた（ゼッケン9番・ローリング丸太でリタイア）。
第6回は勤務するガソリンスタンドの所長に出世。本番前には「第1、第2を確実に」と語っていたが、1stのローリング丸太でリタイア（ゼッケン96）。インタビューでは「悔しくて何も言えないですね」と語った。
第7回は前回阻まれたローリング丸太を突破し、1st・2ndを難なくクリア。3rdは前々回同様最後の挑戦者となり、パイプスライダーでは後半部分を両方逆手で挑み、ジャンプ後に着地地点でもう一度ジャンプして距離を稼ぐ手法で攻略しクリア。リベンジを達成し、第5回のリニューアル後初のファイナリストで、第4回の秋山和彦以来の単独ファイナリストとなった。しかし、真冬開催の凍てつく寒さに加えて、当時は全ステージ1日収録であったことから、3rdクリア時点で疲労が蓄積。FINALではスタート直後に、スパイダークライムで左肩を脱臼し落下（ゼッケン97）。2度目の最優秀成績者となる。なお、単独ファイナリストは完全制覇者を除くと今大会の山本が唯一の経験者である。本大会は自身が「最も思い出深い大会」として挙げ、漆原裕治のYouTubeでも視聴者からの「自分カッコいいと思った瞬間」という質問に対し、「1個しかない」として本大会を挙げた。また、妻も一番かっこいいと思ったシーンで、FINAL挑戦前の腕を組んで立っているシーンを挙げている。
第8回は出場時のコスチュームを、従来の青からワインレッドに変更。前回の左肩脱臼の影響から、テーピングを巻いて出場した。今大会は台風の影響で、収録を何度も中断しながら行う大会であった。1stは雨の影響からか、そり立つ壁を1回失敗。2回目の挑戦でクリアし、ロープクライムに突入。残り時間が微妙な中で、頂上付近で左肩を軸にして足をかけ、登ろうとした瞬間に足を滑らせタイムアップ（ゼッケン98）。この頃から、「山本は春に強く秋に弱い」というジンクスを、周辺の人物や山本自身も意識し始める。
第9回は体調を崩し、風邪をひいている中での挑戦だったが、1stを10.27秒残しでクリア。今大会は2ndのスパイダーウォーク（特に降下部分）がよく滑り、挑戦者達を苦しめていたが、山本は唯一滑り止めをつけずに本エリアに挑んだ。残り11.69秒の最速タイムでクリア。最終競技者として挑んだ3rdでは新スタートエリア・ランブリングダイスの最後の着地に失敗してリタイア。直後のインタビューでは「あそこ（ランブリングダイス）までの今日は実力ですよ僕は」と語った（ゼッケン98）。
第10回はそり立つ壁を一発で突破。残りタイムも十分にあったが、新エリア・ターザンロープで伸び縮みするゴムに手こずり大幅なタイムロス。ロープクライムで一番下の位置から登り始め、スタミナが尽きてタイムアップ（ゼッケン998）。これで秋開催の大会は4大会連続1stリタイアとなった。
第11回は、大会前にスタミナ不足を補うために雪山合宿を積んで挑んだ。1stは落ち着いた動きでターザンロープをクリアし、15.41秒残しでクリア。2ndも余裕のパフォーマンスで12.6秒を残してクリア。3rdではクリフハンガーまで到達するも、下り段差で力尽きて落下（ゼッケン98）。
第12回では、大会前にヘルニアを発症し満身創痍での挑戦も、第2回以来に秋開催の1stをクリア。2ndもクリアし、秋のジンクスを遂に振り払った。しかし3rdのランプグラスパーで左肩の自由がきかず、右手一本でぶら下がったまま必死に耐え抜く姿も見られた。クリフハンガーに到達も、うめき声をあげ、上り段差で雄叫びをあげながら落下（ゼッケン96）。直後のインタビューでは「ダサいです、今日は。はい、情けないです」と口にした。
第13回前に行われた「SASUKEトライアル」では、自身の挑戦直前に降雨に見舞われ、そり立つ壁でリタイア。本チャレンジは回数制限が無いため再挑戦が可能で、長野誠と中田大輔は2度目の挑戦で突破したが、山本は再挑戦を行わなかった。
本選では9大会連続で96番以上のゼッケンを与えられていたが、第13回はゼッケン76番となった。なお、山田勝己の欠場により、山本が唯一の皆勤賞となり、大会前には所長からエリアマネージャーに昇進した。
1stは13.71秒残しで、長野誠に次ぐ2位のタイムでクリア。しかし、2ndではウォールリフティングで時間との戦いになり、3枚目の壁で足を挟まれタイムアップ。第1回以来の2ndリタイアとなる。前回は秋の悪いジンクスを払拭したが、今大会で春の良いジンクスをも振り払う格好になってしまった。
第14回は30代を迎えて初の出場となり、1stを25.59秒残しで全体3位のタイムでクリア。2ndは前回同様時間との戦いで、残り10秒を切ってウォールリフティングに突入も、3.1秒を残してクリア。3rdは初挑戦のカーテンクリング終盤で落下（ゼッケン98）。なお、今大会の表記は終始「山本進吾」という誤表記であった。
第15回はゼッケン95番で出場。自身の一つ前の番号で登場する予定だった白鳥文平が熱中症に罹患するアクシデントで順番を先送りした都合が生じた中1stに挑戦し、ロープクライムの頂上付近でよろけながらもクリアし、2ndではクリア者6人中唯一の10秒台となる10.10秒の最速タイムで通過。後の挑戦者であった竹田敏浩は「2ndで最速なんて珍しいですよね」というコメントを残している。3rdは今までリタイア経験のなかった3rdボディプロップ終盤で落下（ゼッケン95）。
第16回はゼッケン97番で出場。89番～96番まで8人連続1stクリアの良い流れでの挑戦も、リタイア経験のなかったジャンプハングでジャンプの飛距離が出ず、ネットを掴んだと同時に足が着水しリタイア。第11回から続く1st連続クリア記録も5で止まった。
第17回は1st・2ndを難なく突破するも、前々回同様3rdボディプロップの前半部で落下（ゼッケン98）。

### 第3期（第18回大会-第24回大会）
第18回は、ゼッケン争奪マラソンで61番を選び、オールスターズの先陣を切った。1stではフライングシュートの網への移行時に網を掴み損ねて落水し、自身初の春大会での1stリタイアとなる。
第19回はゼッケン81番で、前回同様オールスターズの先陣を切るも、1stのジャンピングスパイダーで、トランポリンからの壁の張り付きに失敗し、出場19回目にして自身初の2大会連続1stリタイアとなった（ゼッケン81）。
第20回は1stで前回屈したジャンピングスパイダーをクリアするも、直後のハーフパイプアタックで着地の際にバランスを崩して頭から転落しリタイア（ゼッケン1981）。
第21回は大会前に富士登山を行い、心肺機能と足腰を強化した。1stではハイペースでそり立つ壁まで突破し、この時点で残り時間を1分残していたが、続くフライングシュートでスピードを抑えたことが仇となり、対岸の綱に足が掛からず数十秒間の立ち往生。その後、身体を振り大きく反動をつけた際に足が着水しリタイア（ゼッケン71）。スランプが続く中で軽快に進んでいた矢先のリタイアに、インタビューでは「1つでも噛み合わないとこうなっちゃいますからね」と述べた。
第22回はゼッケン31番で、第3回以来に前半で登場。1stハーフパイプアタックの着地に成功後、続くエリアであるそり立つ壁までの間の通路で突如バランスを崩し落水。これには並走していた長野誠も「またかよもう！急ぎすぎやろ！」と喝を入れていた。第18回からケアレスミスが続き、5大会連続の1stリタイアとなる。
第23回はゼッケン93番で、3年ぶりに90番台で登場。1stの難所を危なげなく進み、10.07秒残しで、リニューアル後初の1stクリア。クリア後のインタビューでは「泣きそう。ホントに。もういけないと思ってたから、嬉しいわ」と述べ、リポーターの高畑百合子からの「おかえりなさい！」に対し「ただいま！」と喜びを露わにした。3年ぶりに進出した2ndでは初挑戦エリアをクリアし、最後は時間との闘いでゴールボタンに飛び込み、1.24秒残しでクリア。今大会は予選会を勝ち上がった若手が2ndで苦戦をする中、ベテランの山本の奮闘が目立つ形となった。3rdではスタートエリアのアームリングで、勢い良く滑らせた衝撃で左肩を脱臼し、進むことができずに自ら落水した。なお、本大会の挑戦は公式YouTubeで視聴できる。そして、この大会が第41回大会時点で最後の3rdとなる。
第24回は前回脱臼した左肩の治療を行い、万全を期して挑戦。1stではジャンピングスパイダーまで難なくクリアしていたが、ハーフパイプアタックの着地とそり立つ壁で2度ずつ失敗したタイムロスが響き、ターザンロープ挑戦前に時間切れとなり、第10回以来となるタイムアップでの1stリタイアを喫した（ゼッケン96）。

### 第4期（第25回大会-第27回大会）
第25回は、1stで珍しく帽子がとれずにクリア。2ndでは第9回以来となるオールスターズ最後の生き残りとなるも、前半エリアで腕力を使った状態で、バランスタンクで従来同様半分の地点から跳び、対岸のロープを掴もうとするも、滑り落ちる形で落水（ゼッケン90）。
第26回は大会前にガソリンスタンドの課長に昇進していたことが判明。1stの新エリア、ローリングエスカルゴであと半回転というところでリタイア（ゼッケン94）。インタビューでは「今まで26回SASUKEやってて、挑んでいる時に『やばい』と思った事はなかったんですよ。でもこれ（ローリングエスカルゴ）はやってる途中で分かんなくなっちゃいました」と口にした。
第27回は1stをそり立つ壁まで危なげなく進むものの、新エリアであるスピンブリッジの4個目の球で足を滑らせ、対岸に激突しながら落下（ゼッケン81）。なお、翌年に「長谷川サービスステーション」を退職するため、今大会がガソリンスタンドの仕事服で出場する最後の大会となった。

### 第5期（第28回大会-第31回大会）
第28回は、大会目に長年勤めた長谷川サービスステーションを退職し無職で出場。今大会は「オールスターズ最後の戦い」と釘打たれ、秋山が引退宣言。山本も本番前に「第1ステージをクリアできなければ引退」の覚悟を決めて挑んだ。1stでは前回リタイアしたスピンブリッジの3～4個目の球で足を滑らせ、球を吊るすロープに掴まるも着水してのリタイア。その後のインタビューでは「やっぱりもう、昔のように体がついていってないなって、池に今入った瞬間思っちゃいましたね。今回で引退っていうのを決めて、また新たに自分の人生を歩みたいと思ってます」と語った（ゼッケン98）。
第29回は「SASUKE ASEAN OPEN CUP」日本代表決定戦を決める大会と聞いた山本は復帰を決意し、予選会にSASUKEオールスターズの名を捨て出場し、全出場者予選20位で本選出場を果たした。大会に向けては、専属トレーナーをつけてトレーニングに励んだ。ゼッケン36番で出場し、1stを4大会ぶりにクリアし、初めて1人目の成功者となった。2ndでは前回より水流が増したバックストリームに苦戦し、スタート地点まで押し戻されタイムアップ。
第30回は大会前にガソリンスタンド4店舗の営業統括マネージャーと自動車整備工場の代表になったことが判明した。1stは無難にクリアしたが、2ndでは、バックストリームで息が詰まって泳ぐことが出来ずリタイア（ゼッケン2992）。
第31回は、ローリングヒルの下り部分で、最上段から一気に跳んだが対岸までの距離が足りずに着水。自身初のスタートエリアでのリタイアとなった。競技後のインタビューでは「昔も、そんな感じで跳んでたんで。まあ10何年違うもんねもうあの時からね」と、年齢による衰えを示唆するコメントを残した（ゼッケン92）。

### 第6期（第32回大会 - 第38回大会）
第32回はゼッケン番号で初めて99番をつけて挑戦。1stの新エリア・ダブルペンダラムで、1回の振りでサンドバッグに飛び移ったが、滑り落ちてリタイア（ダイジェスト、ゼッケン99）。なお、今大会から現在の職場の恰好で出場している。
第33回もハイペースでダブルペンダラムまで到達したが、設計変更でバーまでの距離が広くなり、ジャンプの目測を誤ってバーに手が届かずリタイア。なお、今大会でのゼッケン91番の着用で、史上初めて90番代を全て経験した選手となった。
第34回は、前回リタイアしたダブルペンダラムのバーへの飛び付きがトラウマとなり、トランポリンの踏み込みで膝が曲がり、高さが出ず、バーを掴み損ね落下（ゼッケン92）。3大会連続同じエリアでのリタイアとなった。
第35回は、9年半ぶりに70番台のゼッケンで出場。1stの大幅な制限時間の短縮で、リタイア経験のなかったフィッシュボーンで、足を踏み外すケアレスミスにより落水（ゼッケン74）。
第36回はゼッケン81番で、大晦日放送の1st後半戦トップバッターとして登場。同大会はウイングスライダーでの張り付きにおいて、左右均等に力を入れて踏ん張れず、段差の衝撃で体勢を崩し落下。自身初となる6大会連続の1stリタイアを喫した。このリタイアについて、漆原のYouTubeチャンネルで「(段差で)ドーンの時だけ踏ん張ろうとした。だけど間に合わなかった」と述べている。
第37回は竹田敏浩の欠場により、初めてオールスターズから単独での出場となった。減量を敢行して挑んだ今大会は、フィッシュボーンで、自らのリズムで突入した作戦が功を奏し、1stで2年半ぶりにトランポリンエリアに到達。しかし、トランポリンの踏み込みで、中心ではなく橙色の縁を踏み込んでしまい、ジャンプの距離が出ずに1本目のバーを掴み損ねてリタイア（ゼッケン84）。
第38回は引退した山田勝己と長野誠の電撃復活により、久々にオールスターズの過半数以上が出場した大会となった。同大会においては、1stで苦しんでいたトランポリンジャンプを成功させるも、ドラゴングライダーの2本目のバーを掴み損ねてリタイア（ゼッケン86）。

### 第7期（第39回大会 - ）
第39回は大会に向けて4kgの減量を敢行し、5大会ぶりにゼッケン90番代で登場。降雨の中で挑んだ1stは、フィッシュボーンでバランスを崩し落下（ゼッケン92）。9大会連続の1stリタイアを喫したが、実際は、直前のシルクスライダーで右足が着水していた。
第40回は、大会数ヶ月前からトレーニングに加えて、スポーツ専門家の下で心理的カウンセリングを行い、メンタル面をコントロールして臨んだ。1stではドラゴングライダーを3度目の正直で成功。8年ぶりの到達となった最終エリア・2連そり立つ壁で2つ目の壁に到達した矢先に警告音が鳴ったが、1回目で右手の指先が頂上に掛かり、2.23秒残しで10大会ぶり通算17回目の1stをクリア。クリア後、山本はそり立つ壁の頂上で号泣し、出番を控えていた秋山和彦や長野誠が涙ぐむシーンが見られ、新世代組や森本世代も歓声を上げ、そして実況の杉山真也までもが両腕を挙げて歓喜し、会場は大いに盛り上がった。8年ぶりに進出した2ndでは、ローリングログの影響で、サーモンラダーのバーがなかなか掴めずにタイムロス。サーモンラダーと過去2大会連続で屈していたバックストリームを越えたが、リバースコンベアーの入口でタイムアップとなった（ゼッケン3995）。
第41回大会は14年ぶりの3rd進出を見据えての挑戦となったが、1stのクワッドステップスからローリングヒルへの移行の際、体勢が不十分なまま移ろうとしたことが災いし、右足で自らローラーを回してしまい落水。自身最速のリタイアを喫し、長野からは「ばかばかば～か」と叱責された（ゼッケン94）。

### 大会別成績
| 開催年 | 大会       | ゼッケン | STAGE | 脱落エリア             | 備考                                 |
| ------ | ---------- | -------- | ----- | ---------------------- | ------------------------------------ |
| 1997年 | 第1回大会  | 7        | 2nd   | 5連ハンマー            | 渡りきった後コースアウト             |
| 1998年 | 第2回大会  | 20       | 3rd   | パイプスライダー       | 2本目途中で落下、1stは全カット       |
| 1999年 | 第3回大会  | 13       | FINAL | 15m綱登り              | 残り約3m                             |
| 1999年 | 第4回大会  | 98       | 1st   | 揺れる橋               | 転落                                 |
| 2000年 | 第5回大会  | 98       | 3rd   | パイプスライダー       | 着地失敗、最優秀成績                 |
| 2000年 | 第6回大会  | 96       | 1st   | ローリング丸太         | 中盤                                 |
| 2001年 | 第7回大会  | 97       | FINAL | スパイダークライム     | 左肩脱臼により約5mで落下、最優秀成績 |
| 2001年 | 第8回大会  | 98       | 1st   | ロープクライム         | タイムアップ                         |
| 2002年 | 第9回大会  | 98       | 3rd   | ランブリングダイス     | 着地失敗                             |
| 2002年 | 第10回大会 | 998      | 1st   | ロープクライム         | タイムアップ                         |
| 2003年 | 第11回大会 | 98       | 3rd   | クリフハンガー改       | 2→3本目                              |
| 2003年 | 第12回大会 | 96       | 3rd   | クリフハンガー改       | 1→2本目                              |
| 2004年 | 第13回大会 | 76       | 2nd   | ウォールリフティング   | ボタン前でタイムアップ               |
| 2005年 | 第14回大会 | 98       | 3rd   | カーテンクリング       | 中盤                                 |
| 2005年 | 第15回大会 | 95       | 3rd   | ボディプロップ         | 3個目の空白前                        |
| 2005年 | 第16回大会 | 97       | 1st   | ジャンプハング         | 足が着水                             |
| 2006年 | 第17回大会 | 98       | 3rd   | ボディプロップ         | 1個目の空白                          |
| 2007年 | 第18回大会 | 61       | 1st   | フライングシュート     | 網への移行失敗                       |
| 2007年 | 第19回大会 | 81       | 1st   | ジャンピングスパイダー | 張り付き失敗                         |
| 2008年 | 第20回大会 | 1981     | 1st   | ハーフパイプアタック   | 着地失敗                             |
| 2008年 | 第21回大会 | 71       | 1st   | フライングシュート     | 足が着水                             |
| 2009年 | 第22回大会 | 31       | 1st   | ハーフパイプアタック   | 着地後の細い足場で着水               |
| 2009年 | 第23回大会 | 93       | 3rd   | アームリング           | 中盤、肩の脱臼により落下             |
| 2010年 | 第24回大会 | 96       | 1st   | ターザンロープ         | 挑戦前にタイムアップ                 |
| 2010年 | 第25回大会 | 90       | 2nd   | バランスタンク         | ロープ掴み失敗                       |
| 2011年 | 第26回大会 | 94       | 1st   | ローリングエスカルゴ   | 終盤                                 |
| 2011年 | 第27回大会 | 81       | 1st   | スピンブリッジ         | 対岸に激突                           |
| 2012年 | 第28回大会 | 98       | 1st   | スピンブリッジ         | 4個目、足が着水                      |
| 2013年 | 第29回大会 | 36       | 2nd   | バックストリーム       | タイムアップ                         |
| 2014年 | 第30回大会 | 2992     | 2nd   | バックストリーム       | タイムアップ                         |
| 2015年 | 第31回大会 | 92       | 1st   | ローリングヒル         | 下り                                 |
| 2016年 | 第32回大会 | 99       | 1st   | ダブルペンダラム       | サンドバッグから落下、ダイジェスト   |
| 2017年 | 第33回大会 | 91       | 1st   | ダブルペンダラム       | バーに届かず                         |
| 2017年 | 第34回大会 | 92       | 1st   | ダブルペンダラム       | バーを掴めず                         |
| 2018年 | 第35回大会 | 74       | 1st   | フィッシュボーン       | 3本目                                |
| 2018年 | 第36回大会 | 81       | 1st   | ウイングスライダー     | 落下                                 |
| 2019年 | 第37回大会 | 84       | 1st   | ドラゴングライダー     | 1本目のバーを掴めず                  |
| 2020年 | 第38回大会 | 86       | 1st   | ドラゴングライダー     | 1→2本目                              |
| 2021年 | 第39回大会 | 92       | 1st   | フィッシュボーン       | 5本目                                |
| 2022年 | 第40回大会 | 3995     | 2nd   | リバースコンベアー     | タイムアップ                         |
| 2023年 | 第41回大会 | 94       | 1st   | ローリングヒル         | 上り                                 |
| 2024年 | 第42回大会 | 93       | 1st   | ドラゴングライダー     | 1→2本目                              |

- ※第18回大会はゼッケン争奪マラソン、第25回大会は抽選によってゼッケンが決定

### 通算成績
| 出場数 | 2nd進出 | 3rd進出 | FINAL進出 | 最優秀成績 |
| ------ | ------- | ------- | --------- | ---------- |
| 42回   | 17回    | 11回    | 2回       | 2回        |

- 2024年 第42回大会終了時点
- 太字は最高記録

### SASUKEトライアル（2004年）
| 種目             | STAGE | 制限時間 | 記録       | 順位     | クリア人数 | 備考                                 |
| ---------------- | ----- | -------- | ---------- | -------- | ---------- | ------------------------------------ |
| SASUKEトライアル | 1st   | 80秒     | そり立つ壁 | 35位タイ | 15人       | タイムアップ、競技中に雨が降り始める |

### SASUKE WORLD CUP 2024
| チーム      | 背番号 | ステージ | 出順            | 結果               | 備考              | ポイント |
| ----------- | ------ | -------- | --------------- | ------------------ | ----------------- | -------- |
| 日本 Legend | 4      | 1st      | 第1ヒート-1番目 | ドラゴングライダー | 1本目キャッチ失敗 | 30pt     |

### 最速タイム
| 大会       | STAGE | 制限時間 | 残りタイム | クリア人数 | 備考                                                |
| ---------- | ----- | -------- | ---------- | ---------- | --------------------------------------------------- |
| 第3回大会  | 1st   | 60秒     | 18.8秒     | 13人       |                                                     |
| 第3回大会  | 2nd   | 50秒     | 13.6秒     | 6人        | 第1回〜第6回までの2ndで最高記録。1st、2nd同時は初。 |
| 第5回大会  | 1st   | 75秒     | 3.1秒      | 3人        |                                                     |
| 第5回大会  | 2nd   | 50秒     | 0.3秒      | 1人        | 最速タイムとしては1st含めて最遅記録。               |
| 第9回大会  | 2nd   | 80秒     | 11.68秒    | 4人        |                                                     |
| 第15回大会 | 2nd   | 65秒     | 10.10秒    | 6人        |                                                     |

### テーマ曲
専用のBGMがテーマソングとして存在する。
| 曲名         | 出典       | 初使用回 | 備考 |
| ------------ | ---------- | -------- | ---- |
| チキンの叛乱 | チキンラン | 7回      |      |

## 筋肉番付シリーズでの活躍

### 海筋肉王（バイキング）
フジテレビの「海筋肉王」にも2005年4月に出場。
個人戦第2弾に初出場。1stでキャノンボールまではテンポよく進んだものの、スイングマストでタイムロスし、着地失敗して脱落した。
| 大会        | ゼッケン | STAGE | 記録           | 備考     |
| ----------- | -------- | ----- | -------------- | -------- |
| 個人戦第2弾 | 72       | 1st   | スイングマスト | 着地失敗 |

### スポーツマンNo.1決定戦（モンスターボックス公認記録会）
2010年1月7日の『スポーツマンNo.1決定戦』「モンスターボックス（跳び箱）公認記録会」に、竹田・長野と共に参加。13段を記録した。

## 本大会以外での出来事
- GB専用ソフト「筋肉番付GB3〜新世紀サバイバル列伝〜」に、山本がモデルのキャラクター「アスリートスター」が登場している。
- GBA専用ソフト「筋肉番付 〜決めろ!奇跡の完全制覇〜」でも隠しキャラクターとして実名で登場し、パッケージにも出ている。
- 第17回放送日に、妻とタイのプーケットへバカンスをしていた[注 15]。長野誠の完全制覇に火をつけられ、早くも次回に向けてのトレーニングを始めていた[注 16]。
- 第17回終了後に、白鳥文平と開園前のお台場の「マッスルパーク」で『SASUKE」3rd STAGEのセットのテストプレーヤーとして挑戦し、パイプスライダーで失敗。挑戦後に、施設内のセットを「本物と全く同じだ」と絶賛していた。
- 2008年4月27日、マグロフェスタに長野・秋山・山田・竹田と共に参加。
- 部下に当たる女性アルバイト店員が『KUNOICHI』に出場し、山本も応援に駆けつけている。
- 2010年1月7日、『スポーツマンNo.1決定戦』のモンスターボックス公認記録会に出場。記録13段。
- 同年10月30日、TBS『時空を超えた大実験！』に出演。長野・秋山・髙橋賢次も出演。
- 2011年4月、マグロフェスタに長野・山田・竹田と共に参加。
- 2019年4月28・29日、「串木野マグロフェスティバル2019」に長野・竹田・日置将士・長崎峻侑・泉ひかりと共に参加。
- 2022年8月13日、東京・丸の内で開催された「丸の内スポーツフェス」SASUKE体験会に出演した。
- 同年12月18日、赤坂サカスで開催された「SASUKE体験会」にゲスト出演した[3]。
- 2023年、長野誠の地元である宮城県延岡市で行われたミニSASUKEイベント「花物語」に長野・日置・森本裕介と共に参加[動画 17]。
- 同年夏に開催されたSASUKEイベント「夏SASUKE2023」に参加し、タイムレースで16秒29を記録した。
- 同年冬に開催されたSASUKE第41回大会放送直前イベントでは名古屋と東京で別日程でゲスト出演した。
- 2024年8月21日に放送された「SASUKE ワールドカップ」にてJAPAN Legendのゼッケン4番をつけて出場。全選手中最初の競技者として1stに挑むが、ドラゴングライダーの1本目のバーを掴めず落水(ヒート内5位)。

## 出演

### テレビ(筋肉番付関連)
- SASUKE（TBS）
- サスケマニア（TBS）
- 海筋肉王 〜バイキング〜（フジテレビ）
- KUNOICHI（TBS）
- 完全ドキュメント SASUKEに生きる男たち（2006年10月18日、TBS）
- 最強の男は誰だ!壮絶筋肉バトル!!スポーツマンNo.1決定戦（2010年1月7日、TBS）

### テレビ（筋肉番付関連以外）
- 有田とマツコと男と女（2012年7月5日、TBS）[4]

### DVD
- 『SASUKE』30回記念DVD 〜SASUKEヒストリー＆2014スペシャルエディション〜